# 莫洛希夫
49°21′15″N 24°53′30″E / 49.35417°N 24.89167°E
莫洛希夫（烏克蘭語：Молохів）是位於烏克蘭西南部的村莊，由泰爾諾皮爾州泰爾諾皮爾區的薩蘭丘基市鎮負責管轄。該村面積3.84平方公里，2014年人口31，人口密度每平方公里83.3人。